# Felice Boselli
Pour les articles homonymes, voir Boselli.
Felice Boselli (Plaisance, 20 avril 1650 - Parme, 23 août 1732) est un peintre italien baroque, surtout actif à Plaisance.

## Biographie
Élève de Michelangelo Nuovolone à Milan entre 1665 et 1669, Felice Boselli rencontre le peintre Angelo Maria Crivelli (dit Il Crivellone) qui l'influença.
Boselli est surtout connu pour ses natures mortes et ses vanités, souvent situées dans des cuisines ou des garde-manger, et incluant parfois des personnages et des animaux, comme des oiseaux ou des poissons. Il est influencé par la peinture d'artistes lombards, comme Evaristo Baschenis, et de peintres de natures mortes flamands (Pieter Aertsen, Joachim Bueckelaer) et italiens (Giuseppe Recco).
Il retourne à Plaisance en 1669 et s'installe à Parme en 1673 où il termine sa vie et travaille pour l'aristocratie locale :
- la famille Sanvitale lui commande des peintures pour le théâtre de Fontanellato (1681-1690),
- pour les Lupi Meli il exécute une Résurrection du Christ pour l'oratoire à Santa Croce de Soragna (1698), et deux séries de six natures mortes (1699 et 1702).

Ferdinand de Médicis possède plusieurs de ses œuvres dans l'inventaire de 1713.
Dix de ses tableaux sont présentés dans une exposition faite à Florence en 1737.
Une étude de Ferdinando Arisi parue en 1973 recense 514 tableaux qui lui sont attribués.